# 居庸关都城隍庙
居庸关都城隍庙，是位于北京市昌平区居庸关长城的城隍庙，为道教正一道宫观。

## 历史
居庸关都城隍庙建于明洪武年间（1368年至1398年）。清乾隆三十年（1765年）重修。1997年重新修缮完工。2011年1月，居庸关都城隍庙正式开放为道教活动场所。2011年5月24日，北京居庸关都城隍庙宗教活动场所颁证仪式暨神像开光典礼在该庙举行，该庙成为北京市恢复的第十二处道教活动场所，也是北京市恢复开放的第二座道教正一派宫观（第一座为北京东岳庙）。该庙恢复道教活动后，首任住持为张兴发。该庙恢复道教活动后，居庸关关王庙也归该庙管理。

## 建筑
该庙主祀城隍爷为明朝中山王徐达。该庙坐北朝南，主要建筑有：
- 戏台：坐南朝北，前台正对庙门内。
- 山门：三间，外有一对石狮，内设城隍爷乘用的白马及软轿。壁画绘有城隍出巡图。
- 左小殿：位于山门内，祀本方土地爷、土地奶奶，殿壁绘有二十四孝图壁画。
- 右小殿：位于山门内，祀本地山神爷、山神奶奶，殿壁绘有忠、孝、廉、节、礼、义、仁、爱八德壁画。
- 城隍殿：内祀城隍爷，及明朝开国将领徐达，后为其夫人的寝殿。
- 阎王殿：为城隍殿的东西配殿，祀十殿阎君。 阎王殿里还分别绘有“ 龙图” 和“十八层地狱图”壁画。

## 活动
城隍庙一年有三次大型活动，即城隍出巡。第一次出巡在春季的清明节，称“收鬼”；第二次在秋季的七月十五中元节，称“访鬼”；第三次在冬季的十月初一“民岁腊”，称“放鬼”。这三次出巡时，民众来到城隍庙为祖先做超度道场。